# Елисеевский
«Елисеевский» — магазин-гастроном в Москве в историческом здании на углу Тверской улицы и Козицкого переулка.
Открыт купцом Григорием Елисеевым в 1901 году, сразу же стал центром общественного внимания за роскошные интерьеры, экзотические продовольственные товары и редкие вина.
С 1920-х годов получил наименование Гастроном № 1. В советское время считался самым знаменитым гастрономом в СССР как за местоположение, так и благодаря нехарактерно широкому товарному ассортименту. В последние годы войны стал одним из редких продовольственных магазинов с коммерческим отделом. В начале 1980-х годов с гастрономом связано так называемое «Елисеевское дело», в результате которого группа его работников обвинена в коррупции, а директор Соколов расстрелян по приговору суда.
В 1992 году гастроном приватизирован, акции переданы трудовому коллективу, и, несмотря на невысокие коммерческие результаты, в отличие от большинства продовольственных магазинов центра Москвы, сохранил профиль. В 2002 году акции у трудового коллектива скуплены структурами предпринимателя Якубова, новым собственником часть помещений сдана в субаренду. В 2003 году гастроном на оставшейся части площадей реставрирован и переформатирован в универсам, в период 2005—2021 годов розничным оператором магазина являлась торговая сеть «Алые паруса».
По состоянию на 2015 год торговая площадь гастронома составляла 820 м², помещения магазина, принадлежащие городу и обременённые договорами аренды с предприятием торговли, готовятся Правительством Москвы к свободной продаже. После ухода оператора на фоне неурегулированного статуса собственности помещений с апреля 2021 года магазин закрыт на неопределённое время.

## Магазин Елисеева и погреба русских и иностранных вин

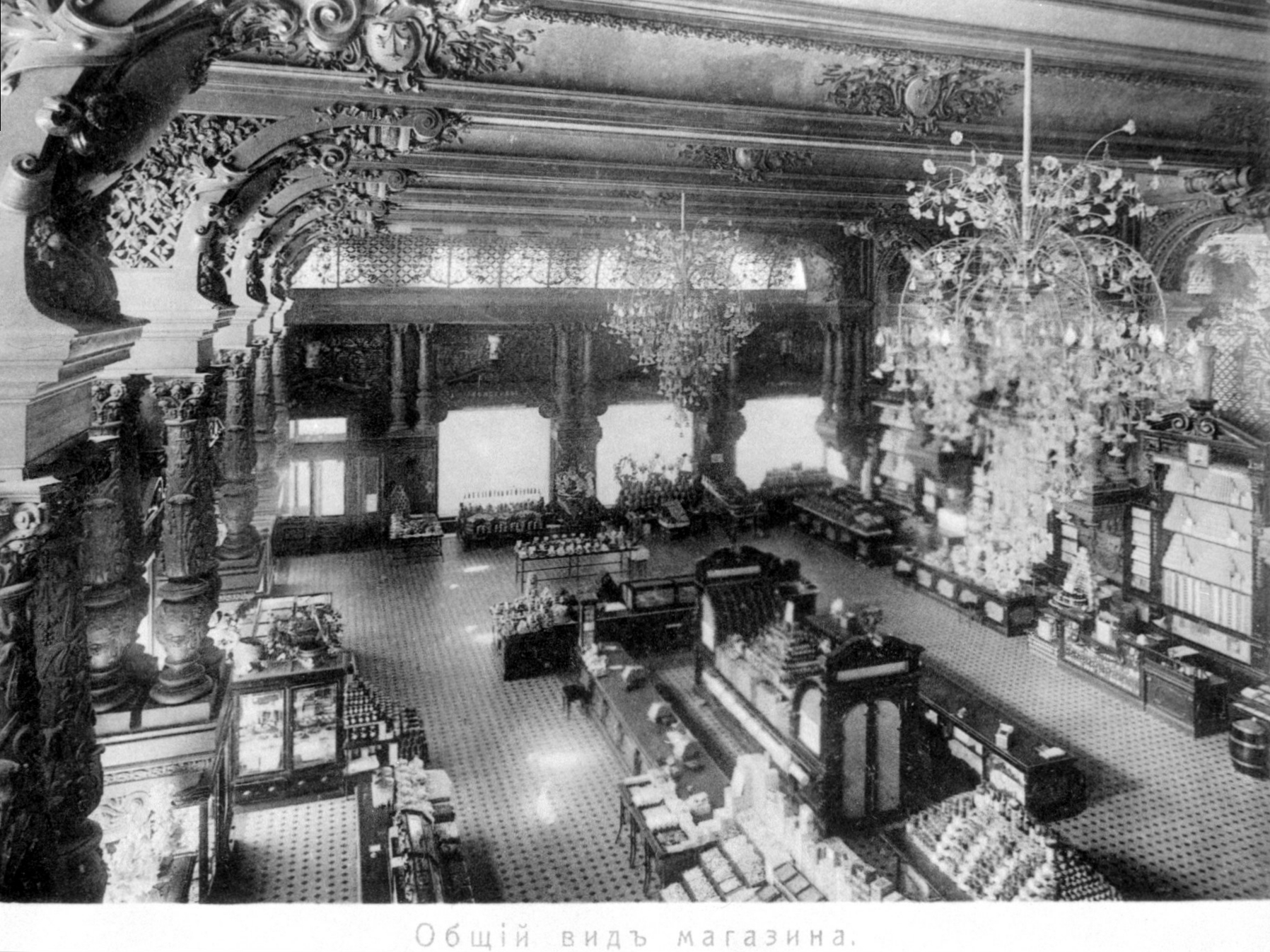
Вид торгового зала (1913). Фотография Карла Фишера

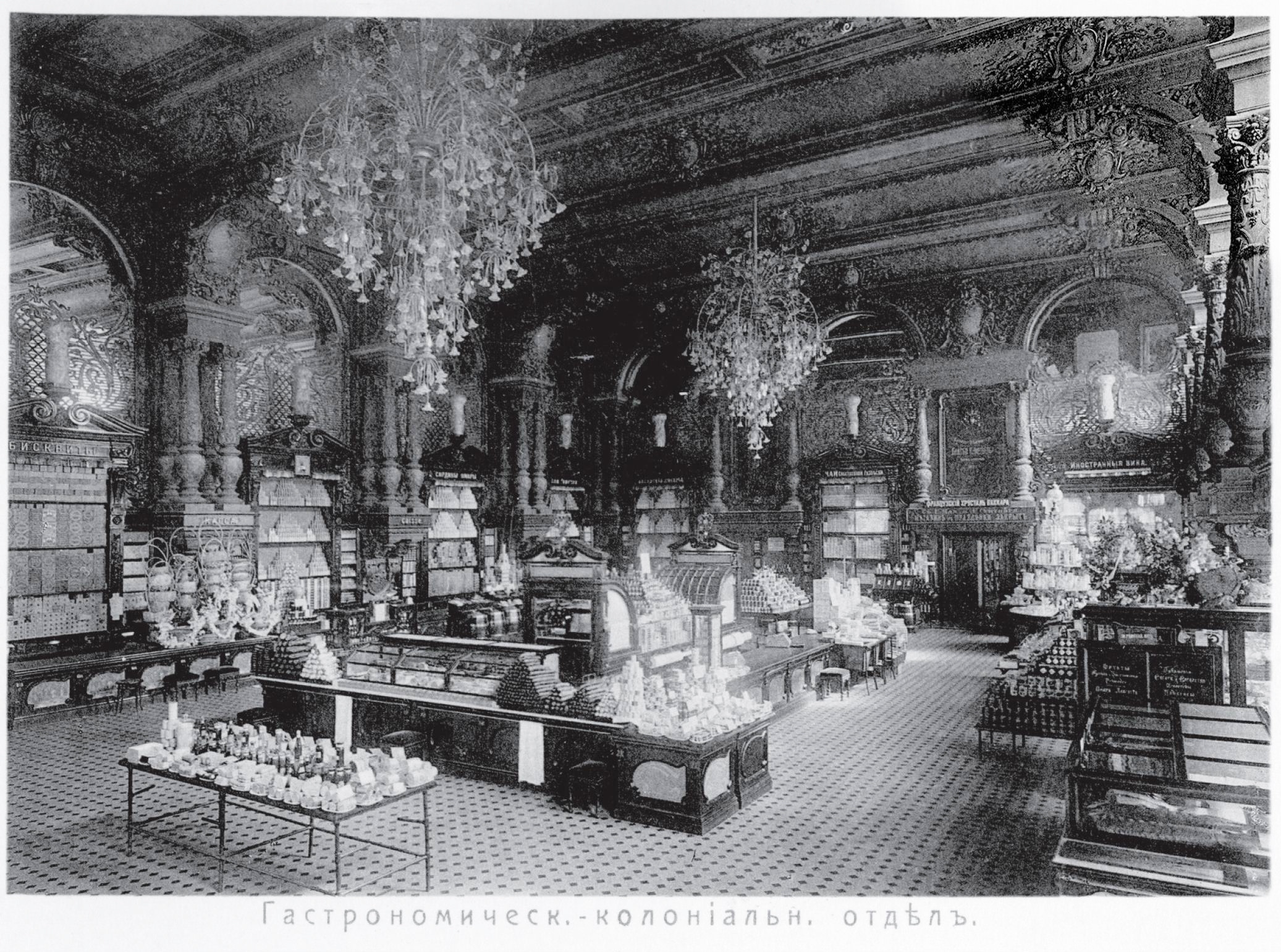
Колониально-гастрономический отдел (1913)

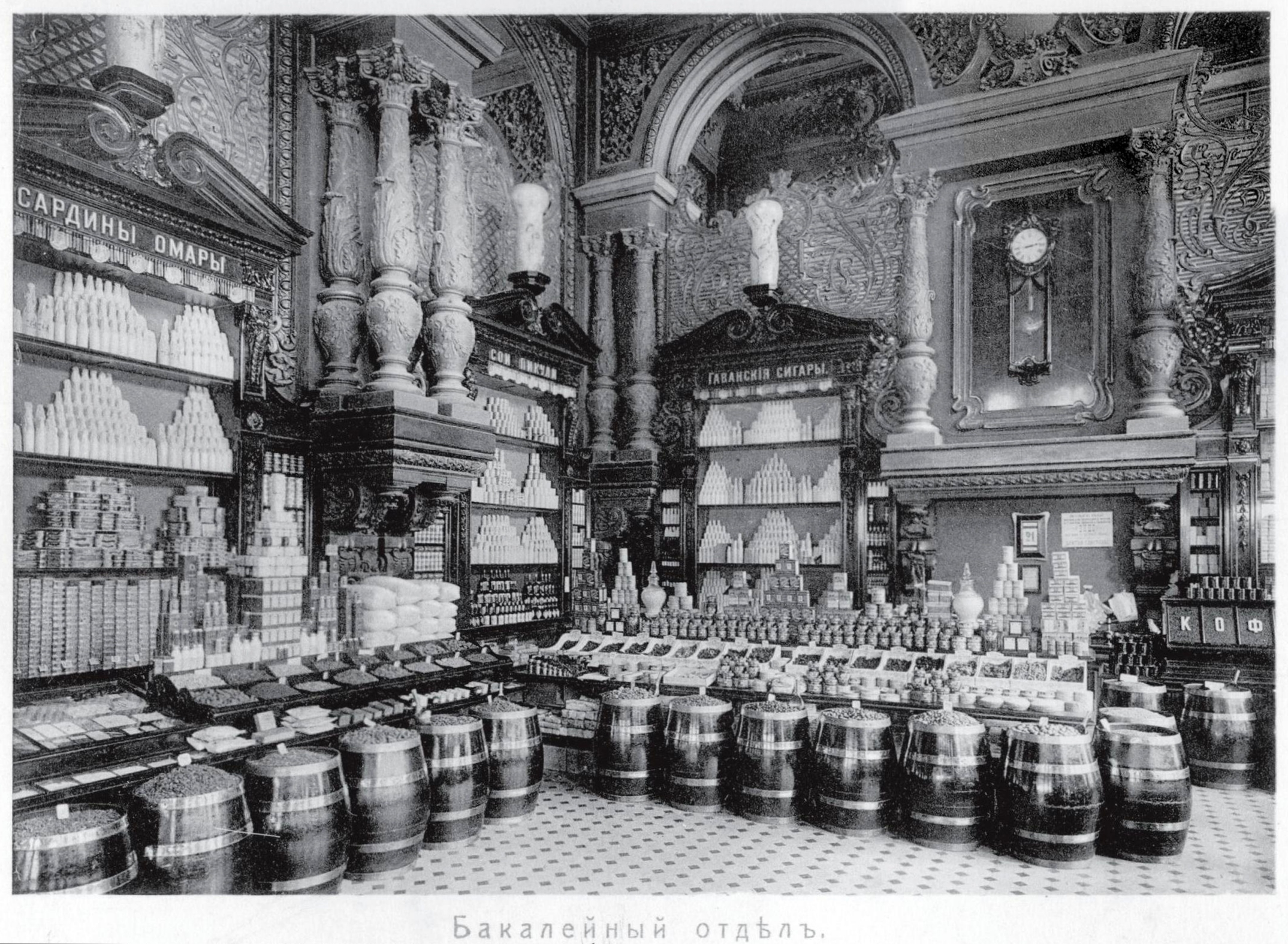
Бакалейный отдел (1913)

### Выбор и реконструкция помещения
Состояние петербургские купцы Елисеевы нажили на оптовой торговле «колониальными товарами» — в основном импортными фруктами; ко второй половине XIX века главным товаром семейного товарищества стали импортируемые из Европы вина, выдерживаемые и разливаемые в России в бутылки, другие товарные группы, по которым у Елисеевых были крупные обороты к концу XIX века — оливковое масло (делившееся в те времена в зависимости от сорта на «прованское» и «деревянное»), кофе, чай, сардины, сыр. Товары реализовывались как оптом, так и в собственных розничных торговых точках, однако крупных магазинов у Елисеевых не было. Подбирая помещение под большой магазин в Москве, Григорий Елисеев, ставший единоличным главой товарищества в 1896 году, рассматривал различные здания на Арбате, Петровке, Большой Дмитровке, остановившись по рекомендации гласного Московской городской думы Александра Гучкова на бывшем особняке Козицкой на Тверской. В здании, за последние 20 лет до приобретения Елисеевым сменившем четыре купеческих семейства хозяев, на первом этаже располагался крупный магазин портного Корпуса с зеркальными окнами, а на втором этаже — квартиры состоятельных горожан. Сделка по приобретению дома состоялась 5 августа 1898 года, а уже 23 октября того же года городским властям представлен проект архитектора Барановского по реконструкции здания под магазин. Барановский непосредственно руководил проектом реконструкции, Елисеев ему предоставил самостоятельность в вопросах закупки материалов, найма и увольнения рабочих, к проектированию интерьеров были привлечены архитекторы Владимир Воейков и Мариан Перетяткович.
Реконструкция продлилась три года, всё это время дом был обшит плотными деревянными лесами, что ранее не практиковалось в России и обеспечило интерес горожан к стройке, в том числе породив слухи о нестандартном предназначении помещений. Главная перестройка, которую претерпел особняк — объединение первого и второго этажа («цокольного» и «бельэтажа» в терминах XIX века), в образованных таким образом высоких помещениях размещены торговые залы. В результате была утрачена лестница из белого мрамора, существовавшая с момента постройки здания в конце XVIII века. Арочный въезд во внутренний двор со стороны Тверской улицы был переделан в главный вход магазина. Если фасады, выходящие на Тверскую, в основном были сохранены, то со стороны Козицкого переулка наружные стены претерпели значительные изменения: в них обустроены 5 крупных окон полукруглой формы, объединяющих первый и второй этажи. Интерьеры торговых залов выполнены в духе «необарокко»: использованы массивные фигурные колонны с позолотой на капителях, арки, плафонные решения для сводов с падугами и большими хрустальными люстрами.

### Открытие
Торжественное открытие «Магазина Елисеева и погребов русских и иностранных вин» состоялось с 23 января (5 февраля) 1901 года. Строительные леса были сняты только утром в день открытия, и вокруг здания собралась многочисленная публика, разглядывающая через окна интерьеры и ассортимент гастронома; к началу церемонии открытия полиция оттеснила уличных наблюдателей. Организованное мероприятие стало масштабным событием с молебном и торжественным обедом, в заключение выступил цыганский хор «Яра». Пригласительные билеты для гостей были напечатаны на бумаге верже с позолочённой каймой, среди посетивших церемонию гостей — московский генерал-губернатор Великий князь Сергей Александрович с супругой Елизаветой Фёдоровной, гласные Московской городской думы, деятели православного духовенства, основоположник русского виноделия Лев Голицын.
Церемонию открытия подробно описал Владимир Гиляровский в одном из рассказов, вошедших в сборник «Москва и москвичи».

### Устройство
Магазин состоял из трёх торговых залов, в которых размещалось в общей сложности пять отделов. Крупнейший отдел — фруктовый, другие отделы — кондитерский, колониально-гастрономический, бакалейный, специализированный отдел был отведён для хрусталя Баккара. Для торговли вином вскоре после открытия пришлось организовать отдельный вход со стороны Козицкого переулка, так как расстояние от главного входа до Страстного монастыря составляло около 90 м, тогда как законодательно винная торговля была разрешена на расстоянии не менее ста метров (42 саженях) от церквей.

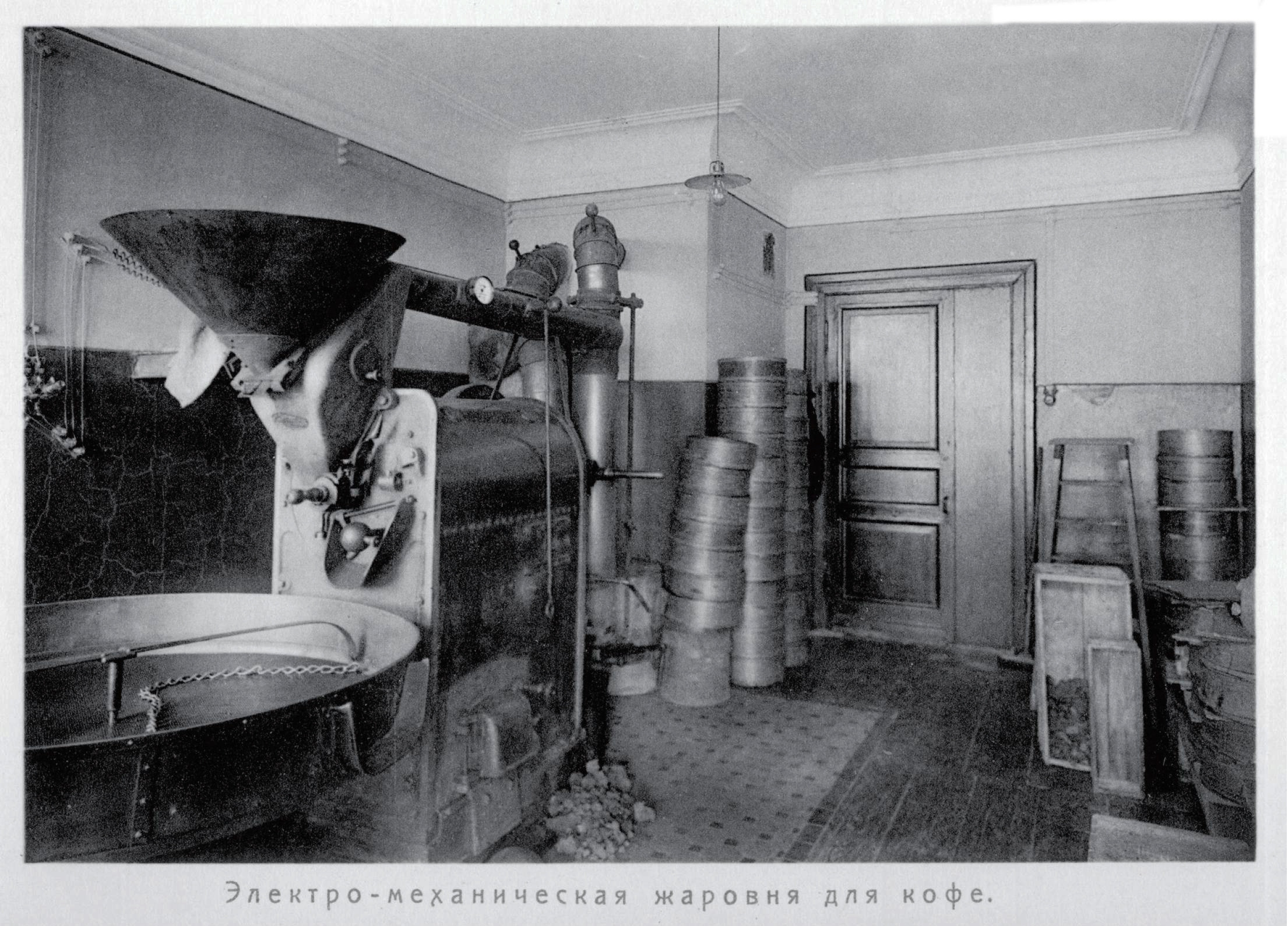
Цех обжарки кофе (1913)

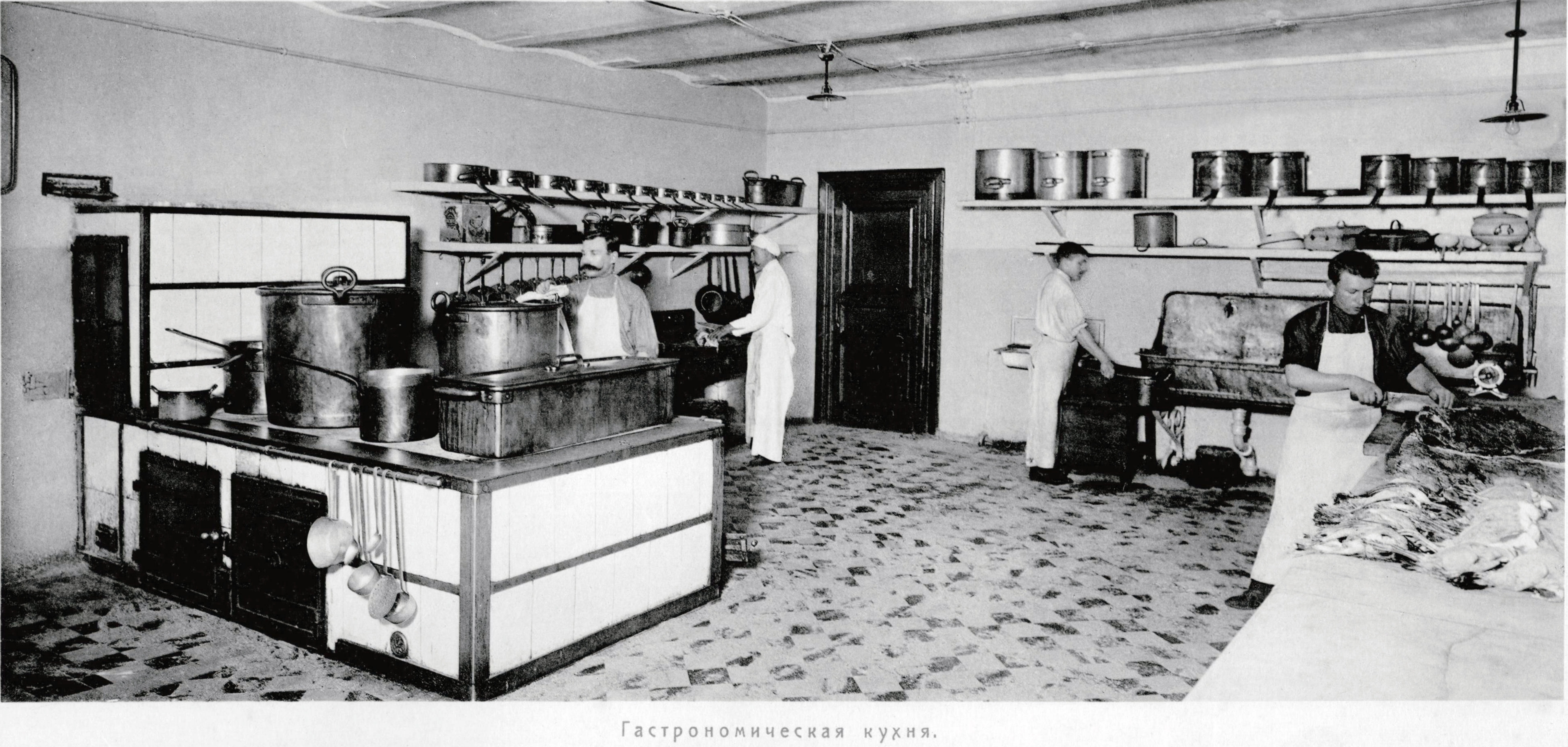
Гастрономический цех (1913)

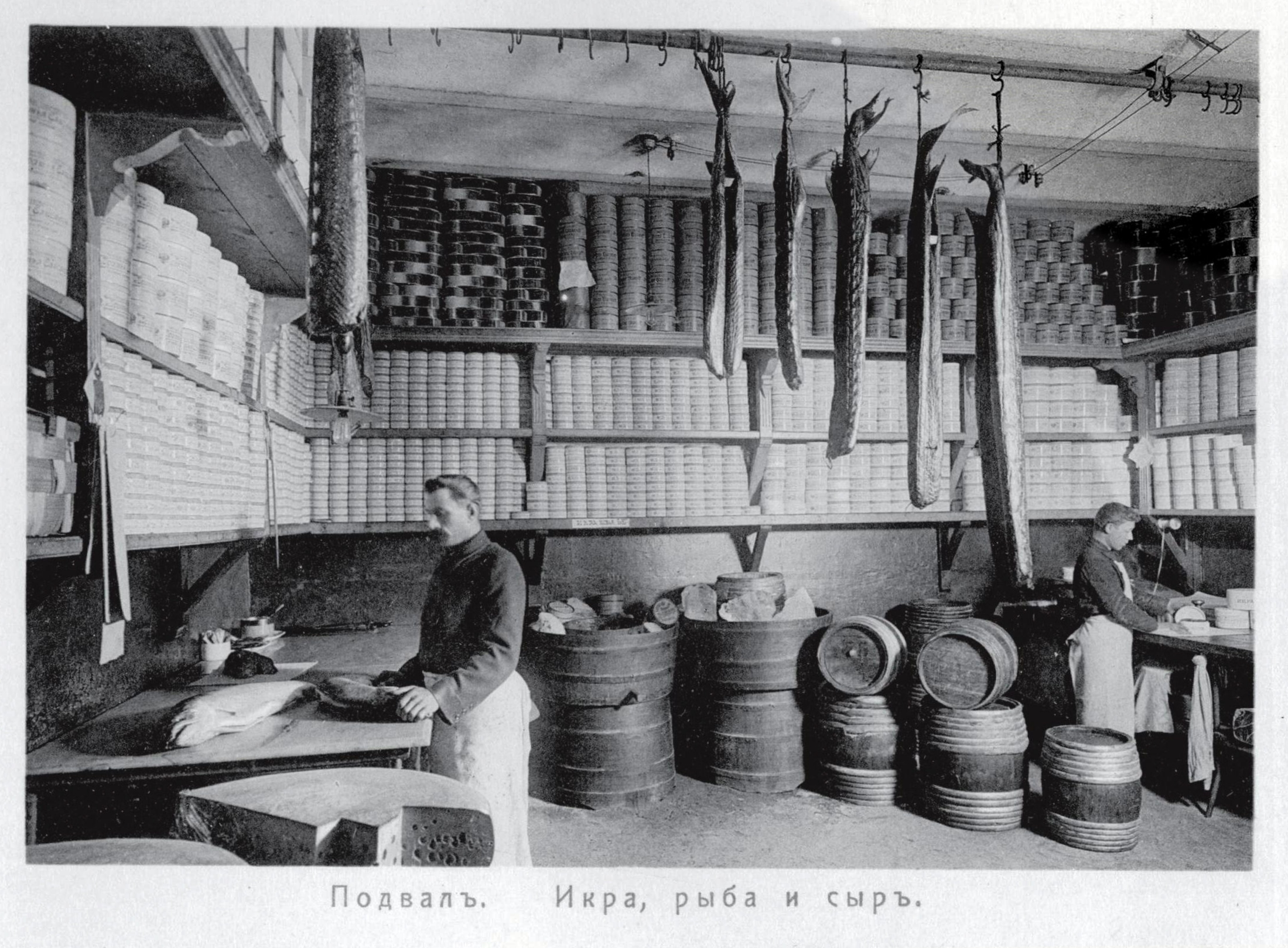
Подвал (1913)

Отличительной особенностью магазина стало размещение при нём значительного числа собственных производств, среди которых было несколько небольших пекарен, кондитерский цех, цеха засолки, копчения, маслоотжима, обжарки кофе, колбасная фабрика, также непосредственно в подсобных (в основном — подвальных) помещениях магазина разливались вина и напитки, изготовлялись варенья и мармелады; продукты собственного производства составляли значительную часть ассортимента гастронома. Значительные площади в подвальной части занимал винный погреб, также в здании была размещена собственная мастерская.
В особняке также была устроена контора магазина и кабинет управляющего, среди подсобных помещений одна большая комната была выделена под столовую для персонала. Помещения третьего этажа сдавались Московскому коммерческому суду, также на третьем этаже с 1901 года существовал литературный кружок.

### Обслуживание и товарное предложение
Магазин был ориентирован на состоятельных потребителей, подъезжающих на экипажах, со всех сторон вокруг магазина и далеко вглубь Большого Гнездниковского переулка стояли кареты в ожидании хозяев, совершающих покупки в гастрономе. Продавцы, подбиравшиеся из владевших несколькими иностранными языками, индивидуально общались с покупателями, консультировали по ассортименту, знали особенности и привычки постоянных клиентов; корзины с покупками выносили к каретам швейцары. Ежедневно гастроном посещало около 400—500 покупателей, небогатые и скромные горожане в помпезно декорированный и обстоятельно обслуживаемый магазин заходить стеснялись.
Одной из находок Елисеева, позднее повторённой во многих российских и советских магазинах, стала выкладка товара крупными пирамидами, символизирующими изобилие. Ещё одной особенностью, обеспечивающей привлечение женщин в магазин, стала торговля небольшими пирожными собственной выпечки («пти-фур»), которыми кавалеры проездом угощали дам. Среди деликатесных продуктов, ранее малоизвестных московским потребителям и популяризированных гастрономом — трюфели, анчоусы; широта ассортимента твёрдых и мягких импортных сыров, разнообразие сортов кофе и чая также значительно выделяли магазин среди продуктовых лавок того времени. Другие ключевые ассортиментные группы гастронома — традиционные для Елисеевых фрукты, вина и освоенные в конце XIX века оливковые масла́.
С особенной тщательностью Елисеев относился к выкладке товара и лично определял решения по размещению и раскладке, следил за качеством и презентабельностью продуктов, в частности, не допускались даже малейшие помятости на фруктах, а персонал гастронома после закрытия съедал начавшие портиться плоды (так как выносить или выбрасывать их Елисеев запрещал по представительским соображениям).

## Гастроном № 1

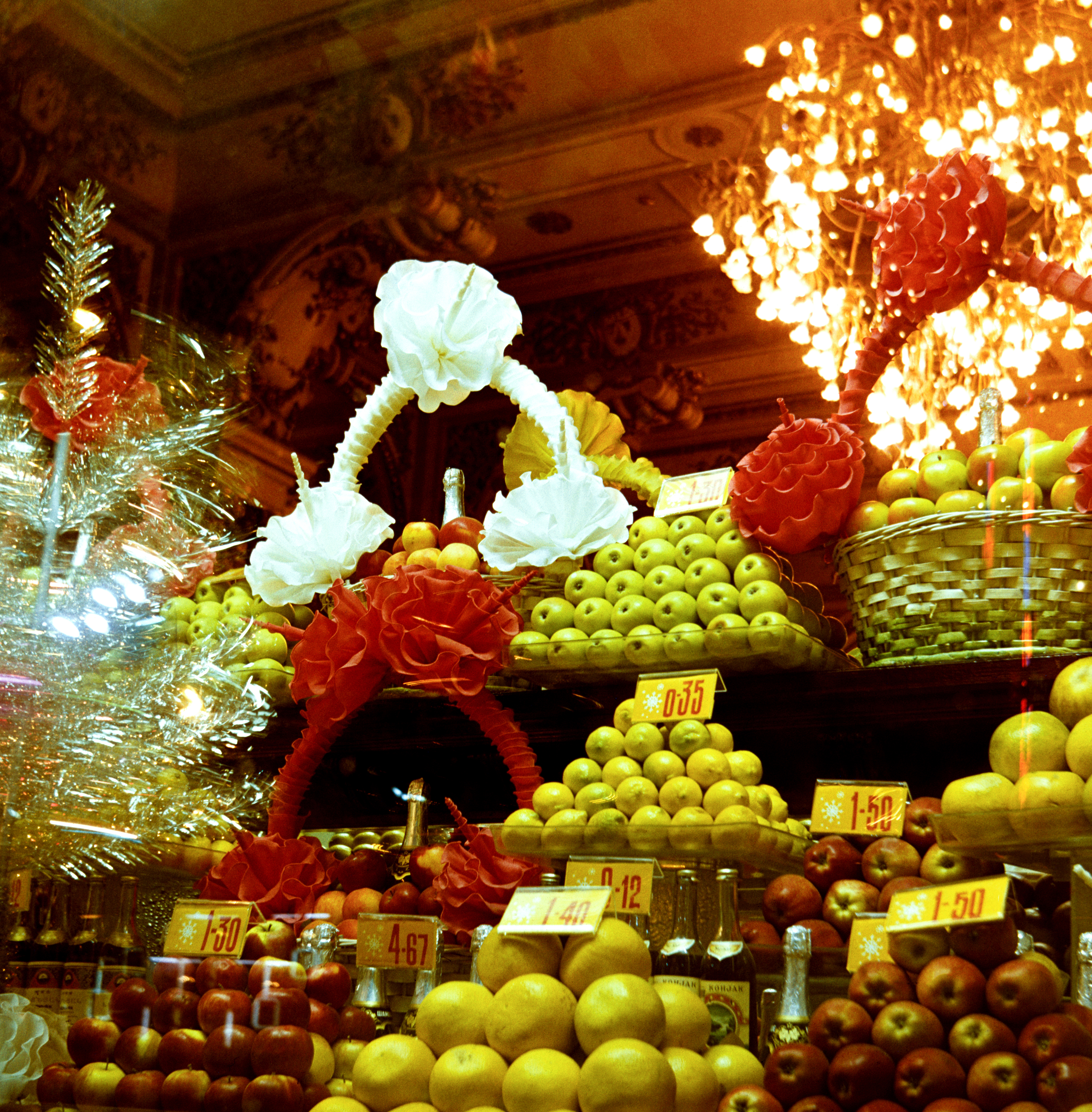
Витрина гастронома, декабрь 1975 года

После Октябрьской революции 1917 года магазин проработал всего два дня, а в 1918 году вывески сданы в металлолом. В условиях карточной системы, в первые годы Советской власти гастроном фактически не работал. Лишь в 1921 году с осуществлением Новой экономической политики продовольственный магазин на традиционных площадях восстановил функционирование и получил наименование «Гастроном № 1». Несмотря на смену названия, гастроном всё равно идентифицировался как «Елисеевский», притом даже в некоторых официальных документах времён СССР фигурировал как «Гастроном № 1 „Елисеевский“».
В 1930-е годы упоминался в контексте развития пищевой индустрии СССР как передовой и технически оснащённый розничный магазин. Гастроном отличался широким ассортиментом и наличием экзотических продуктов, недоступных в других торговых точках, в частности, был единственным в СССР местом, где в 1930-е годы свободной продаже имелись ананасы.
В первые месяцы войны гастроном вместе со всеми продовольственным магазинами Москвы перешёл на карточную систему. В дни эвакуационной паники 15—17 октября 1941 года запасы продуктов со складов разобраны жителями бесплатно. С 1942 года магазин был закрыт для свободного посещения и работал в режиме распределителя продуктов питания для советской номенклатуры.
В 1944 году в гастрономе открылся коммерческий отдел, торговавший в условиях всеобщей карточной системы за наличные деньги, но по крайне высоким ценам. Ассортимент был столь же обширен, как и до войны, и несмотря на повышенные цены, гастроном собирал большое скопление людей, привлечённых изобилием в условиях военного и послевоенного продовольственного дефицита, очереди в магазин на улице, в Козицком переулке, занимали с раннего утра и лишь через несколько часов потребитель мог приобрести редкие товары. Примечательно, что некоторые наименования продуктов в коммерческом магазине были нарочито архаичные, не применявшиеся в советское время («ландрин» для леденцов, «французские булки», «еврейская колбаса»). Среди постоянных посетителей коммерческого отдела был Александр Вертинский, живший неподалёку на улице Горького. В 1950-е годы заведующий коммерческим отделом Ушаков был осуждён за нетрудовые доходы на сумму 700 тыс. рублей, нажитые на обмане покупателей.
В 1960-е — 1980-е годы гастроном был одной из редких продуктовых торговых точек Москвы, работавших до десяти вечера (все прочие магазины закрывались на два — три часа раньше).
В 1972 году директором магазина назначен Юрий Соколов, до этого десять лет работавший в гастрономе в должности заместителя директора. При его руководстве закуплено в Финляндии современное складское оборудование, позволившее значительно снизить потери при хранении, что обеспечивало возможность вывода части продуктов из-под учёта при применении установленных нормативов, товарооборот за годы его руководства утроился. В условиях одновременного роста покупательной способности москвичей и продовольственного дефицита в 1970-е годы, прежде всего, по редким и деликатесным товарным позициям, Гастроном № 1, как в силу крупных масштабов и центрального расположения, так и благодаря связям Соколова, стал крупной точкой закрытого и нелегального сбыта продуктов. Выводимые из открытой торговли икра, балыки, копчёные колбасы, экзотические фрукты сбывались со служебного хода ограниченному кругу лиц по выгодным условиям или в качестве оплаты за какие-либо услуги, один из примеров такого рода взаимоотношений — устраиваемые для трудового коллектива гастронома «вечера отдыха» с выступлениями известных советских артистов, вместо гонорара получавших возможность приобрести отсутствующие в открытой продаже продукты питания.

### Елисеевское дело
Незадолго до кончины генерального секретаря Брежнева в 1982 году КГБ начал слежку за директором Соколовым, тайно оборудовав его кабинет микрофонами и теленаблюдением, в результате чего были выявлены факты передачи ему подчинёнными денег в конвертах; в конце октября того же года директор и его заместитель Немцев, а также заведующие отделами Свежинский, Яковлев, Коньков и Григорьев были арестованы по обвинению «в хищении продовольственных товаров в крупных размерах и взяточничестве». Поначалу Соколов обвинения отрицал, предположительно рассчитывая на покровительство высокопоставленных покупателей, приобретавших редкий товар со служебного входа в Козицком переулке, среди таковых были Галина Брежнева и её муж замминистра внутренних дел Юрий Чурбанов, практически все руководители Моссовета. Однако после смерти Брежнева и начала арестов близких к Чурбанову работников Министерства торговли и директоров московских магазинов, Соколов начал давать откровенные показания, раскрывая, в том числе, получателей его взяток среди советских руководителей. Основные суммы взяток проходили через начальника главка торговли Мосгорисполкома и депутата Верховного Совета СССР Николая Трегубова, который также был арестован. Дело полностью расследовалось КГБ без привлечения милиции, быстро разрослось и породило каскад уголовных дел вокруг всей системы московской торговли, в результате было привлечено к уголовной ответственности более 15 тыс. человек, а 174 чиновника арестованы по обвинениям во взяточничестве и хищении госимущества, среди арестованных были директора центральных гастрономов Москвы — Новоарбатского, Смоленского, гастронома в ГУМе. Суд по «елисеевскому делу» состоялся в ноябре 1984 года, признавшему вину Соколову был вынесен смертный приговор, Трегубов осуждён на 15 лет лишения свободы, заместители и руководители отделов Гастронома № 1 приговорены к заключению на срок 11—14 лет. Через месяц после приговора суда Соколов был казнён.
По состоянию на 2011 год гриф секретности не был снят с дела и детальная информация о ходе и результатах расследования неизвестна. Распространено мнение, что основным мотивом преследования руководителей Гастронома № 1 и чиновников системы столичной торговли стала политическая борьба между Юрием Андроповым, претендовавшим на пост генерального секретаря, и его конкурентом — первым секретарём Московского горкома партии Виктором Гришиным, в близкий круг которого входили изобличённые коррупционеры.
О деле снято несколько документальных телепередач, в частности, ему был посвящён первый выпуск документального сериала «Следствие вели…» 2006 года. В 2011 году на экраны вышел художественный телесериал «Дело гастронома № 1» по сценарию Владислава Романова и Евгения Латия; съёмки фильма проходили в специально воссозданных интерьерах в павильоне киностудии (из-за сложностей съёмки непосредственно в гастрономе в связи с его круглосуточной работой). Также мотивы подготовки дела использованы в детективе Леонида Словина «Бронированные жилеты» (1991).

## Самостоятельность
В 1992 году по программе приватизации гастроном акционирован в форму закрытого общества, 100 % акций которого распределены среди трудового коллектива.
Ко второй половине 1990-х годов магазин стал практически единственным в районе гастрономом, так как после окончания пятилетнего ограничения на перепрофилирование приватизированных в 1992—1993 годы предприятий торговли многие магазины в центре Москвы предпочли воспользоваться площадями для более маржинальных видов бизнеса или же попросту их переуступить или продать. В конце 1990-х годов в северной части гастронома открыт кафетерий со спиртными напитками на розлив.
В 1999 году разработан план строительства на месте магазина и двух прилегающих жилых домов в Козицком переулке крупного торгового центра общей площадью 40 тыс. м², инвестиции оценивались на уровне $76 млн. Продвижением проекта занимался директор гастронома Владимир Трифонов, в частности, приглашал в качестве соинвесторов торговую сеть «Седьмой континент» Владимира Груздева; впоследствии проект был отвергнут как нарушающий исторические планировочные решения.
Показатели деятельности гастронома в начале 2000-х годов в сравнении с аналогичными предприятиями были низкими: ежедневная выручка составляла около 210 тыс. руб, тогда как торговая точка «Седьмого континента» на Охотном Ряду, обладая меньшей площадью, выручала в 8 раз большую сумму, к тому же среди поставщиков у магазина была репутация ненадёжного плательщика.

## Смена собственника
В 2002 году 90 % акций ЗАО «Елисеевский магазин», обладающего правом долгосрочной аренды помещений гастронома, были скуплены у трудового коллектива структурами Якова Якубова, владельца большого количества торговых площадей на Тверской, а также московских казино «Корона» и Golden Palace. Скупка была начата во время отпуска директора гастронома Трифонова, владевшего долей 18,6 %, работникам предлагалось продать акции по выгодной цене и за два дня скупщикам удалось заполучить более 50 %. В этих условиях Трифонов также согласился продать свой пакет, и за короткий промежуток времени структуры Якубова, выплатив около $650 тыс., сконцентрировали около 90 % акций общества.
Первые действия нового собственника — смена руководства и разработка проекта реконструкции магазина, осенью 2002 года собственники объявили конкурс на «проект элитного супермаркета» для торгового зала площадью 750 м² в южной части помещений, но вскоре отказались от его проведения. Зал в северной части с выходом на Тверскую площадью 230 м² в марте 2003 года сдан в субаренду сетевому ресторану средней ценовой категории «Этаж» за $35 тыс. в месяц. Сообщалось, что собственник был намерен сменить специализацию магазина и переключиться на торговлю одеждой и обувью, однако этот вариант не удалось согласовать с Правительством Москвы, так как гастроном оставался фактически последним продовольственным магазином в окрестности.
По состоянию на 2003 год магазин обслуживал не более 1,5 тыс. покупателей в день, месячная выручка оценивалась на уровне около $200 тыс.

## Реконструкция

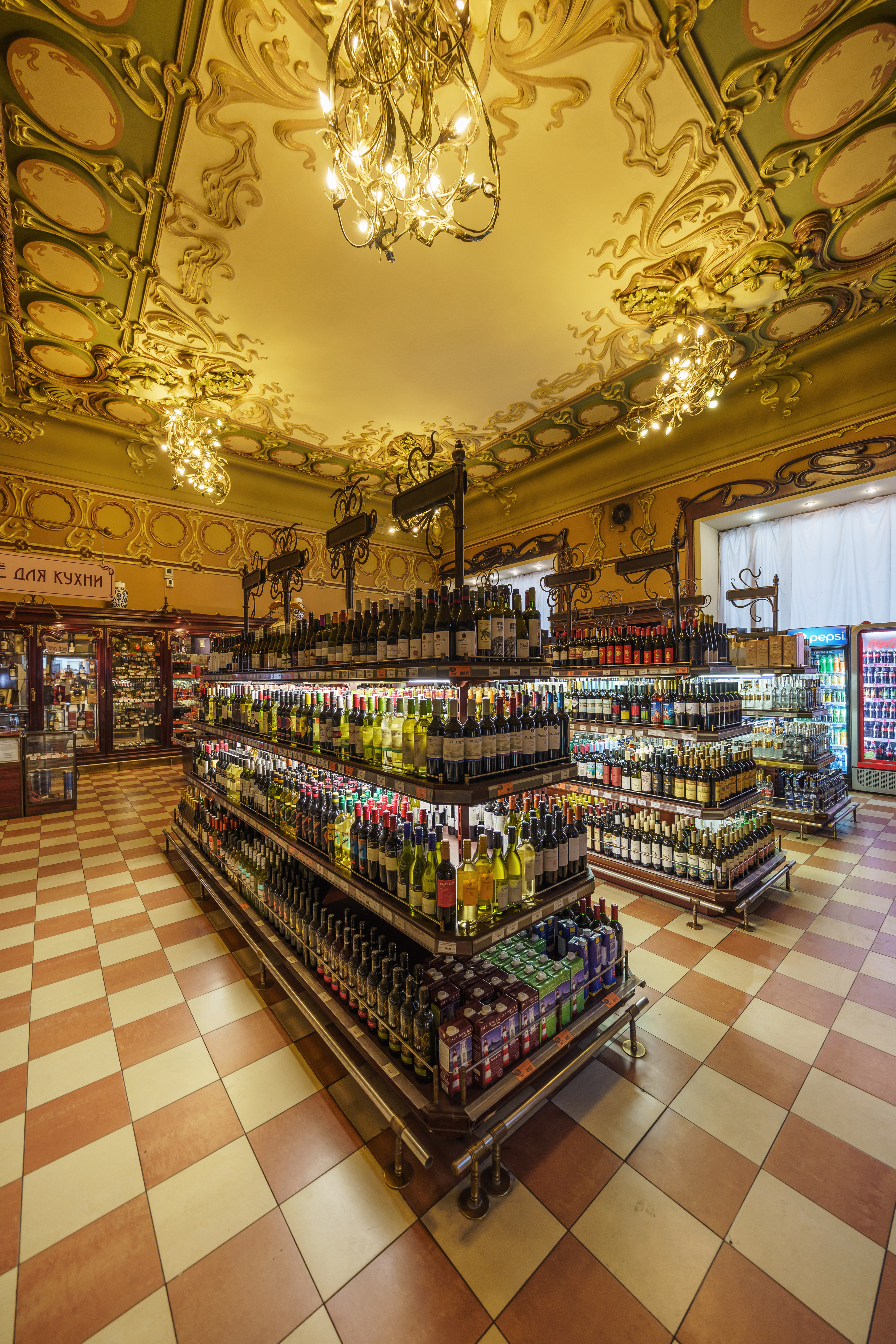
Винный зал

Если в советское время почти каждый год осуществлялся косметический ремонт помещений магазина, и сохранялся парадный вид, то в первый период самостоятельности интерьеры пришли в упадок: истёрлась половая керамическая плитка, фрагментами осыпалась штукатурка, помутнели позолоченные элементы, а сложившееся решение по освещению придавало магазину мрачность.
Весной 2003 года с Правительством Москвы заключён инвестиционный контракт, предусматривающий закрытие магазина на реконструкцию для реставрации здания и помещений при условии сохранения основного профиля — магазина-гастронома. Реставрация 2003 года, оценённая изначально в сумму около $2 млн и обошедшаяся в $3 млн (без учёта стоимости обновлённого торгового оборудования), восстановила часть интерьеров магазина времён Григория Елисеева по исходным чертежам, среди воссозданных характерных декоративных элементов — позолота на капителях и решётках, лепнина, реставрированы крупные потолочные хрустальные люстры, выполненные в виде виноградных лоз, заменена метлахская плитка полов. В центре торгового зала реконструирован высокий стендовый прилавок из красного дерева, установленный ещё при открытии магазина и в советское время закрашенный чёрной краской. Винный отдел восстановлен в том же помещении, где располагался в начале XX века, но вход в него организован не с Козицкого переулка, как это было во времена Елисеева, а из основного продовольственного торгового зала.
В результате реставрации изменён формат магазина: если всё время его существования товары располагались на витринах у прилавков и за прилавками, за которыми работали продавцы, то с 2004 года магазин стал круглосуточным универсамом, где покупатели самостоятельно собирают товары в корзины и расплачиваются на кассе (в центральных секциях, где отпускается весовая и кулинарная продукция собственного производства, сохранены прилавки, за которыми продавцы только взвешивают товар). На выходе из торгового зала установлено шесть касс, тем самым пропускная способность увеличена до 3,5 тыс. покупателей в сутки.

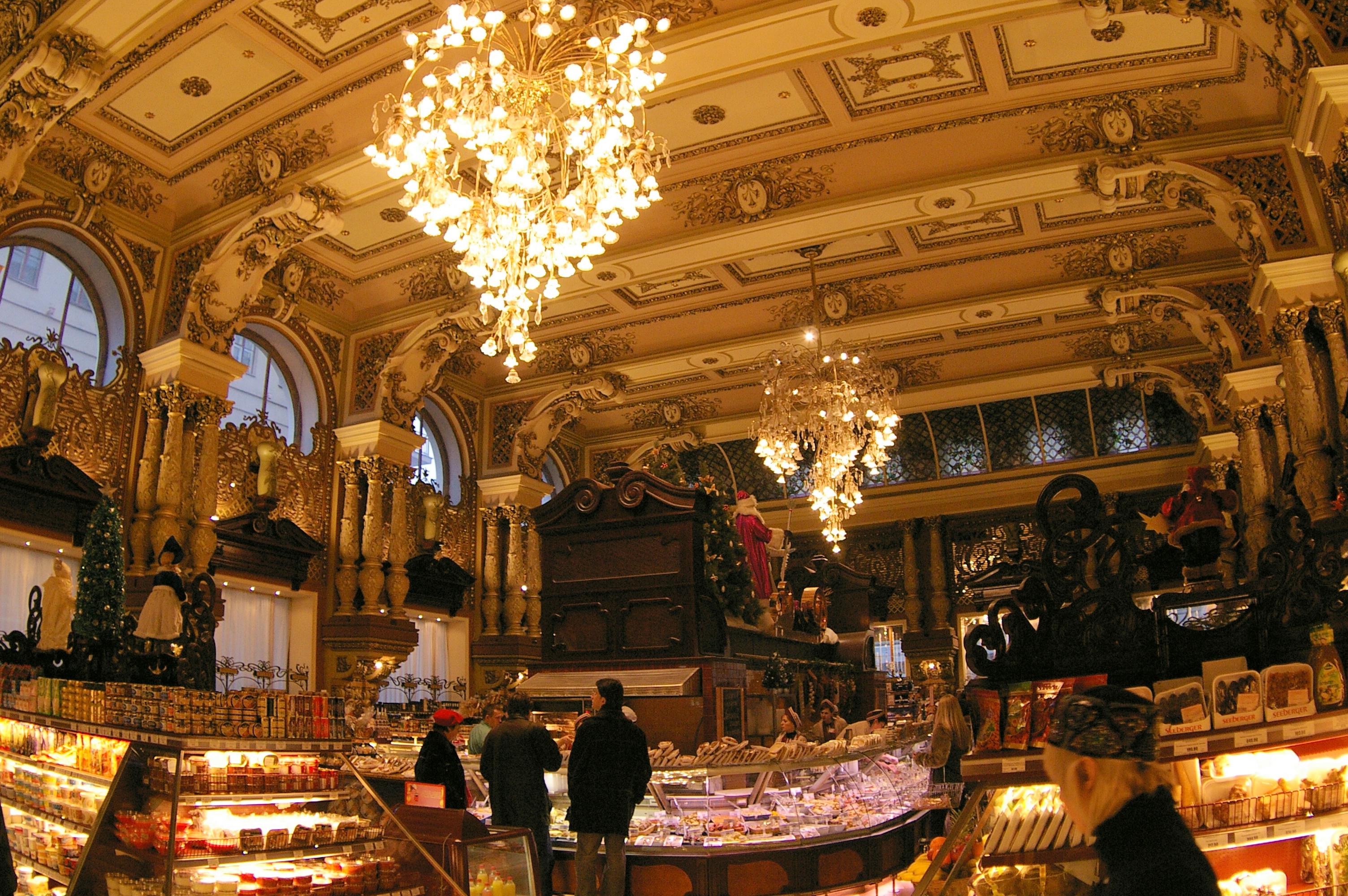
Вид торгового зала гастронома вскоре после реконструкции, 2006 год
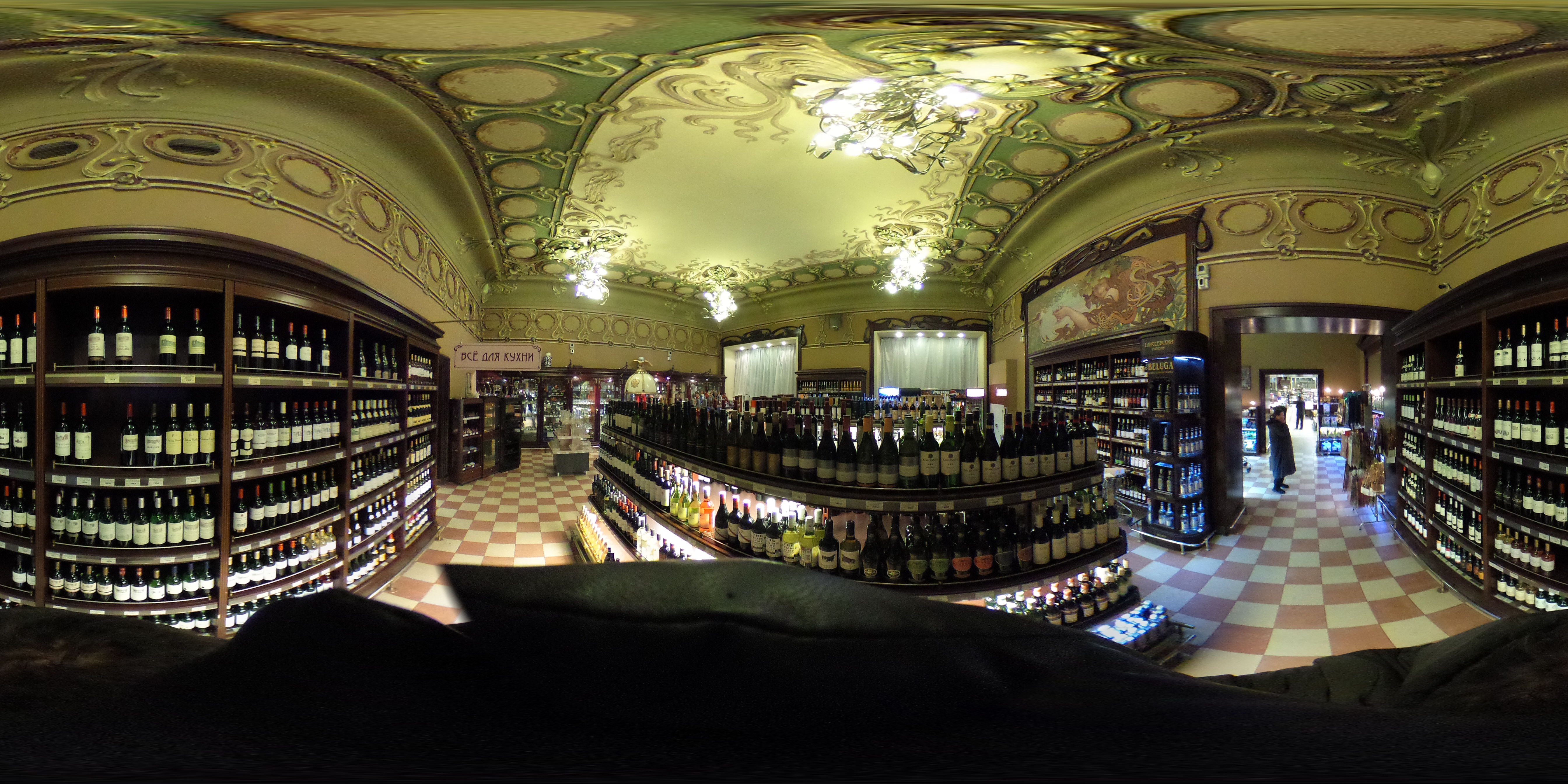
Сферическая панорама винного отдела, 2016 год
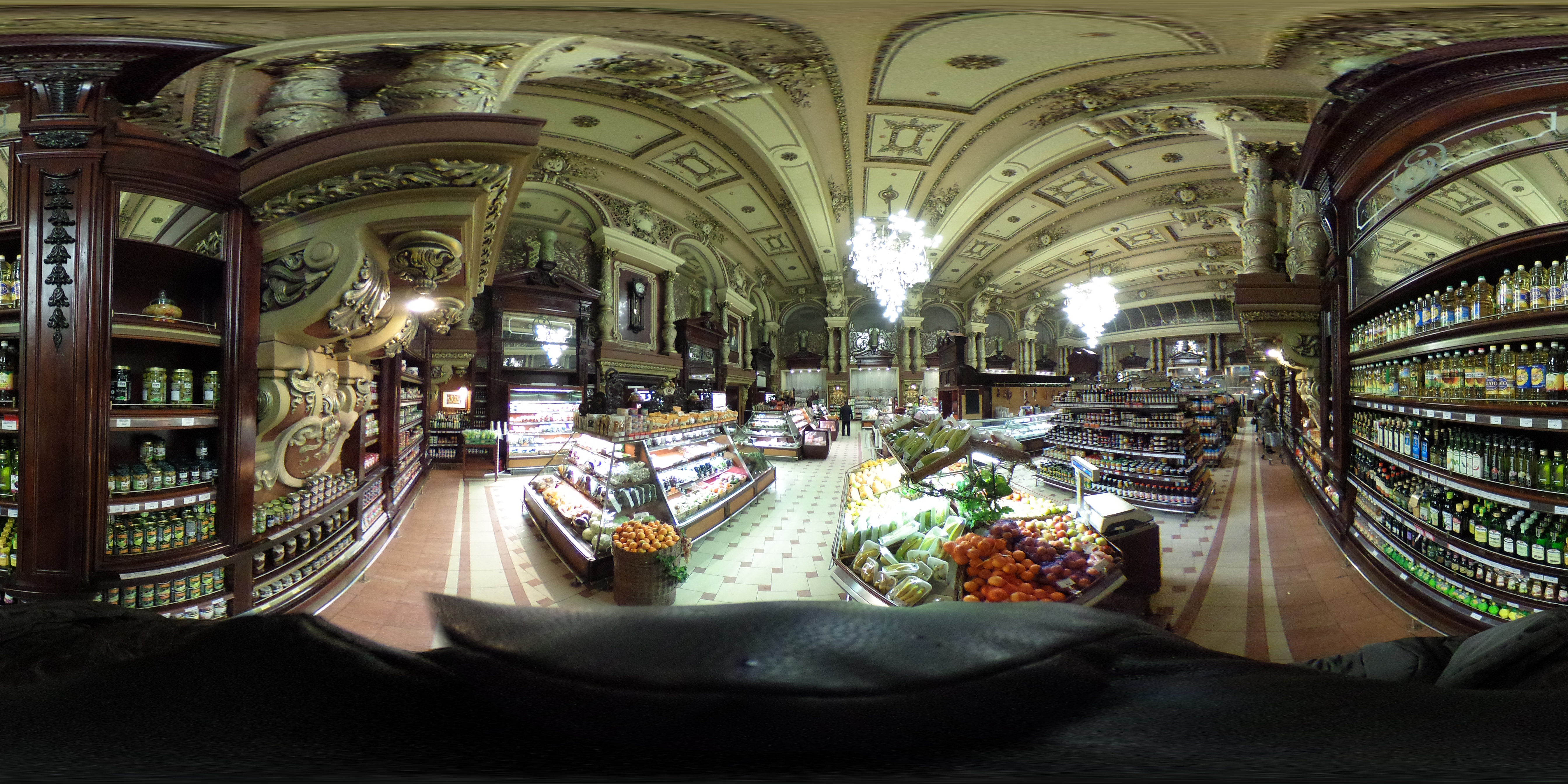
Сферическая панорама торгового зала, 2016 год

## Алые паруса
В начале 2005 года сообщено о том, что оператором магазина стала торговая сеть «Алые паруса». Условия сделки не раскрывались, известно лишь о том, что незадолго до этого магазин предлагался в субаренду на 5 лет торговым сетям «Перекрёсток» и Fauchon по цене более $2 тыс. за м² в месяц, не устроившей потенциальных арендаторов; по сообщениям сторон, договор не связан с арендными формами, а предусматривает совместное управление, распределение прибыли, при этом весь торговый персонал формируется «Алыми парусами». Одной из целей совместного управления определено преобразование из стандартного супермаркета потребительского класса в гастроном с деликатесным ассортиментом, ориентированный на состоятельных покупателей («гастрономический бутик»).
Оператор ввёл в магазине собственную ассортиментную политику, близкую к используемой в других универсамах сети, стандартизовал процессы обслуживания, также организовал собственное производство, в частности, кондитерский цех.
Одной из широко освещаемых рекламных акций оператора стало открытие в гастрономе в конце 2012 года «рижского дворика» — специализированного отдела латвийских продовольственных товаров (ранее подобные отделы открыты в других универсамах «Алых парусов»).
В 2019—2020 годы «Алые паруса» закрыли все свои магазины, а 11 апреля 2021 года прекратили работу «Елисеевского». Договор с новым оператором заключить не удалось из-за неясного статуса собственности; правительство Москвы объявило о намерении сохранить магазин в городской собственности. По некоторым данным, охранный статус здания не позволяет обустраивать в нём что-либо, отличное от продуктового магазина, при этом гастроном с дорогими продуктами в этом месте считается нерентабельным, в том числе из-за ограниченности парковочных мест вблизи него.

## Приватизация площадей
С весны 2015 года Правительство Москвы, владеющее помещениями магазина, готовит их к конкурсной продаже. Предполагается реализовать 5,3 тыс. м² (включая помещения, сдаваемые в субаренду ресторану «Этаж» и ночному клубу) за 2,5 млрд рублей. Так как здание, в котором расположены площади, является объектом культурного наследия, то на покупателя будут наложены охранные обязательства, также обременением к площадям должны стать действующие договоры аренды до 2035 года и до 2045 года под гастроном, административные помещения собственник сможет использовать по своему усмотрению. Сообщалось, что торговая сеть «Алые паруса» изъявила желание приобрести площади.